# 全国子ども会連合会
公益社団法人全国子ども会連合会（ぜんこくこどもかいれんごうかい）は、46の都道府県・13の政令市の、連合組織代表者を会員として組織された公益社団法人。

## 概要
『日本中の子ども達の成長と真の幸福のための子ども会活動』理念とし、様々な活動を通じて得た成功や失敗の経験を基に、子どもの心身の成長発達を目指す団体である。
おおよそ自治会単位で異年齢の集団による地域活動を行っている『単位子ども会』の活性化のために、都道府県及び政令指定市などの連合組織や、市町村の連合組織及び校区（学区）連合組織などを支援する事を目標としている。
かつては、日本レクリエーション協会と共に子供の楽しむレクリエーション活動も行っていたが、理念である子どもにとっての『真の幸せ』は指導されることから生まれるのではなく、成否はともかく自ら経験する事によって生まれるとの見解から、レクリエーションなどの特技指導者の養成を縮小し、子どもの手による子ども会活動を実施すべく、総括的指導者の養成に注力している。

## 主催事業
STEP-UP子ども会、全国子ども会中央育成会議、全国子ども会中央大会などの事業を積極的に行っている。